# Robert Bąkiewicz
Robert Bąkiewicz, né le 2 mai 1976, est un militant nationaliste polonais d'extrême droite.
Ancien dirigeant du Camp national-radical, il organise la Marche de l'Indépendance (pl) du milieu des années 2010 jusqu'en 2021, et fonde en 2020 la Straż Narodowa, une organisation connue pour ses actions violentes contre les manifestations pro-avortement et les marches des fiertés LGBT. Il fonde en mars 2024 le parti politique Indépendance, prônant notamment la sortie de la Pologne de l'Union européenne (en).
Il est condamné en 2023 pour agression contre une militante lors des manifestations pro-avortement de 2020.

## Biographie

### Naissance
Robert Bąkiewicz naît le 2 mai 1976.

### Carrière politique

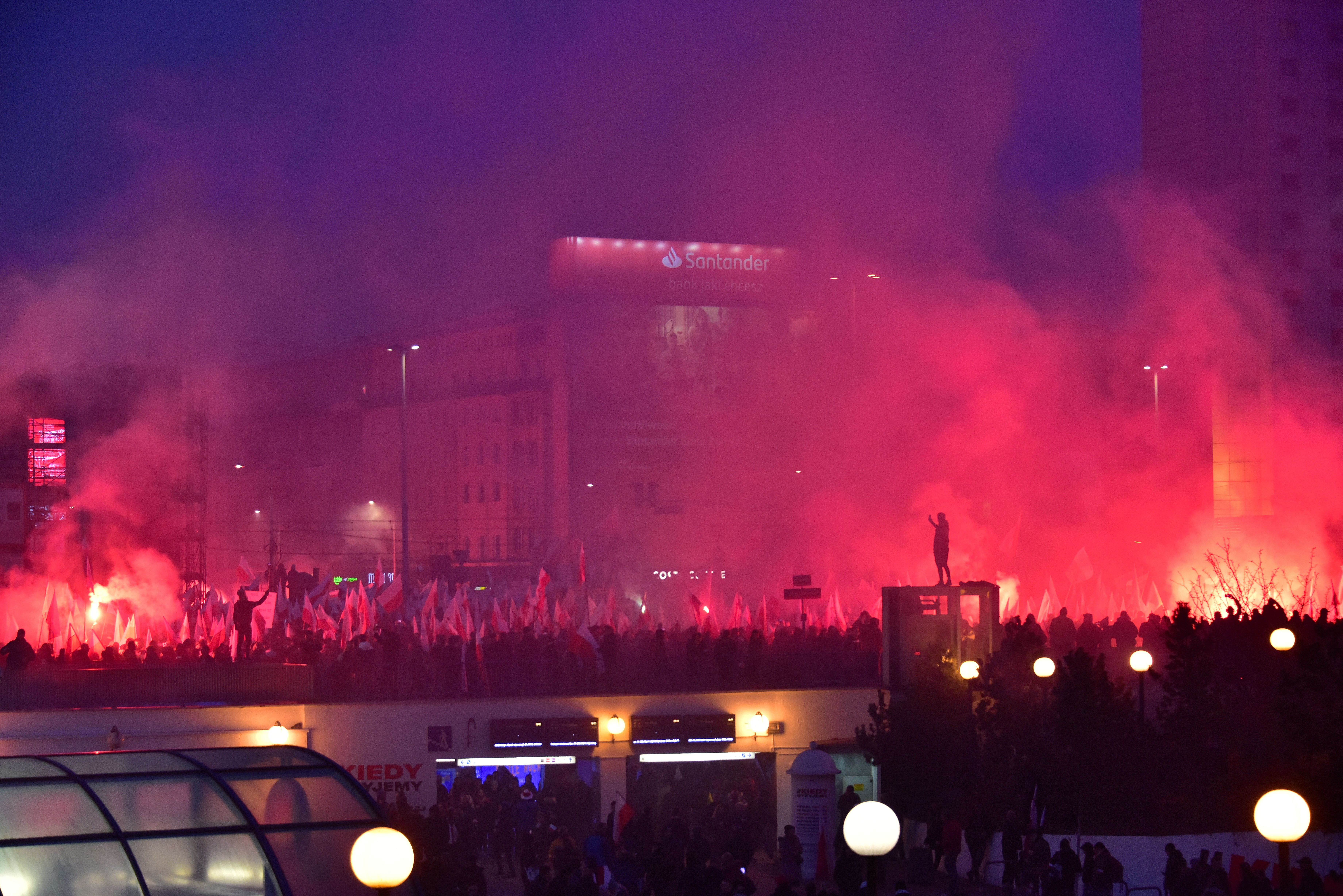
La Marche de l'Indépendance à Varsovie en 2018.

En 2016, il est l'un des dirigeants du Camp national-radical. Il organise la Marche de l'Indépendance (pl) à partir du milieu des années 2010. En 2018, il se présente aux élections municipales de Pruszków (Mazovie).
En 2020, il fonde la Straż Narodowa pour défendre les églises catholiques contre les manifestations pro-avortement. Elle est connue pour ses attaques contre des marches des fiertés LGBT.
En 2021, l'association organisatrice de la Marche de l'Indépendance, qu'il préside, ainsi que la Straż Narodowa, reçoivent respectivement 1,3 million de złotys et 1,7 million de złotys de subventions publiques via le « Fonds patriotique » créé par le gouvernement polonais. Selon une enquête de Rzeczpospolita, ces fonds auraient été utilisés pour développer une chaîne YouTube. Selon la même enquête, le Fonds patriotique aurait été potentiellement corrompu,. La même année, il est évincé de l'association organisatrice de la Marche de l'Indépendance en raison de son rapprochement avec le parti conservateur Droit et justice (PiS).
En septembre 2023, Robert Bąkiewicz est choisi comme candidat aux élections parlementaires par le PiS, qui est alors au pouvoir en Pologne, sur proposition de son allié Pologne souveraine. Il ne remporte pas de siège.
En mars 2024, Robert Bąkiewicz fonde le parti politique Indépendance, une formation souverainiste catholique.
En mai 2025, Bąkiewicz lance le Modèle:Langhe (Mouvement de défense des frontières), une nouvelle organisation qui diffuse des newsletters sur une prétendue crise migratoire en Pologne. Utilisant une rhétorique similaire au mouvement MAGA de Donald Trump, il organise des manifestations dans les villes frontalières.
Lors de l'élection présidentielle de 2025, il appelle à soutenir le candidat Karol Nawrocki au second tour sans le soutenir ouvertement, affirmant qu'il ferait de même pour les candidats Grzegorz Braun et Sławomir Mentzen.

### Carrière médiatique
Il est directeur de rédaction de la télévision Media Narodowe.

## Positionnement politique
Il est nationaliste et est positionné à l'extrême droite. Il est méfiant envers le nationalisme ukrainien qu'il juge anti-polonais. En 2019, il appelle à combattre le « totalitarisme LGBT [...] par le feu, littéralement par le feu ». En 2022, il accuse les Juifs de « chantage » exercé contre la Pologne pour déformer la vérité sur la Shoah.
Le programme de son parti politique, Indépendance, prône la sortie de la Pologne de l'Union européenne (en) (UE). Le parti propose également la conscription, une éducation patriote, un accès facilité aux armes et l'arrêt des politiques climatiques et migratoires européennes. Bąkiewicz justifie cette position en déclarant que l'UE représente un fardeau économique et culturel pour la Pologne, susceptible de détruire les fondements européens traditionnels.

## Affaire judiciaire

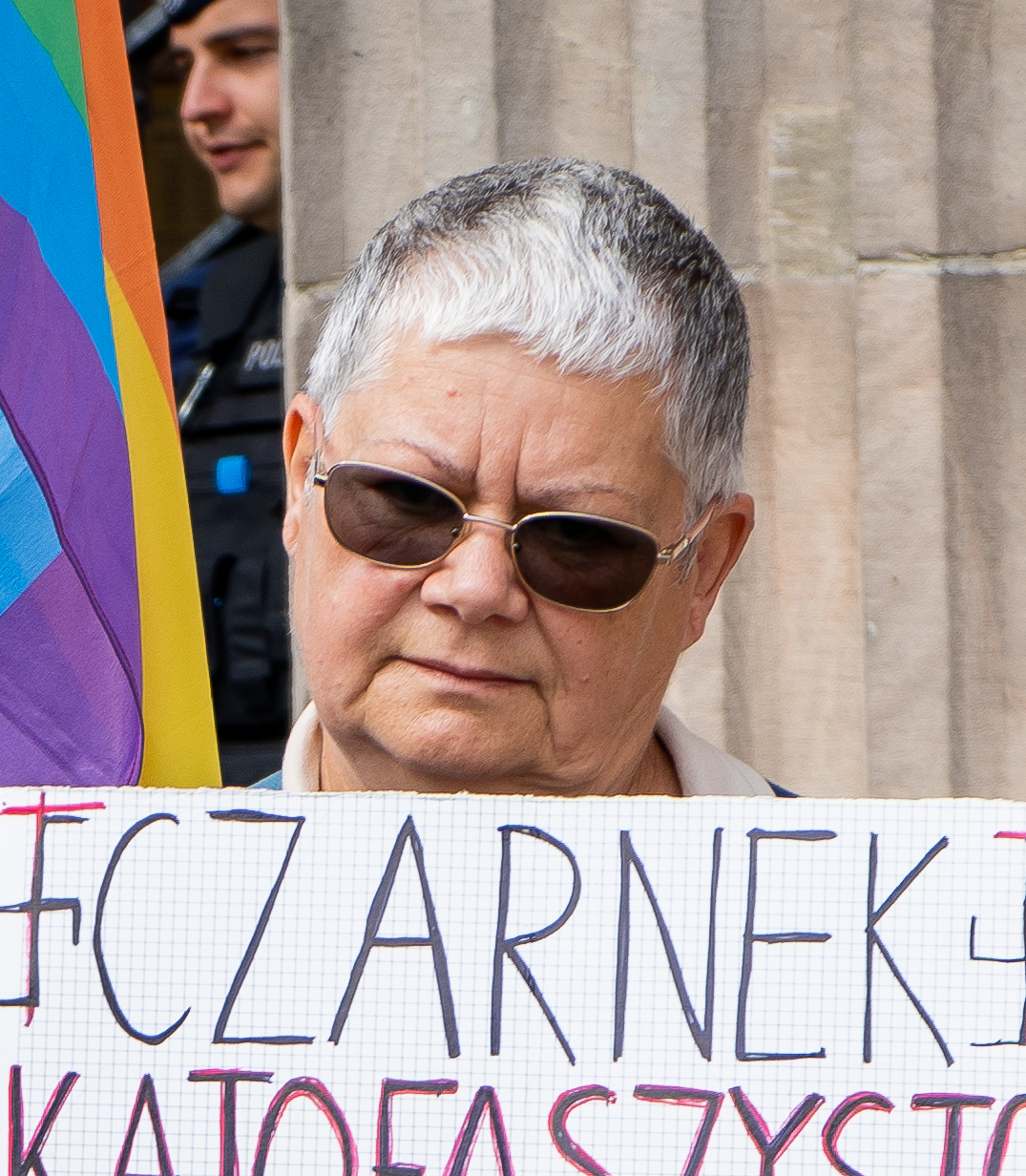
La militante Babcia Kasia.

Lors des manifestations contre l'interdiction quasi-totale de l'avortement en 2020, à l'église Sainte-Croix de Varsovie, Robert Bąkiewicz arrache un foulard aux couleurs arc-en-ciel porté par la militante Babcia Kasia, qui est ensuite traînée dans les escaliers par deux partisans de Bąkiewicz.
En 2023, il est reconnu coupable d'agression contre elle en première instance. Bąkiewicz est ensuite condamné en appel à des travaux d'intérêt général et au versement d'une indemnisation, sentence qu'il refuse d'appliquer en dénonçant une décision politiquement motivée.
Le président Andrzej Duda accorde en 2025 une grâce partielle à Robert Bąkiewicz, qui voit sa peine de travaux annulée par la grâce présidentielle, mais doit toujours payer l'amende et conserve sa condamnation.